# Kamienica Pod Złotym Pokojem we Wrocławiu
Kamienica Pod Złotym Pokojem – kamienica na wrocławskim Rynku, na północnej pierzei rynku, zwanej Targiem Łakoci. 

## Historia kamienicy i jej architektura
Ślady pierwszej murowanej zabudowy pochodzą z okresu późnośredniowiecznego. W części piwnicznej zachowały się pozostałości pozwalające na wytyczenie planu średniowiecznego dwutraktowego domu. We frontowej części znajdowała się sień o szerokości większej niż połowa domu a obok drugie pomieszczenie. W trakcie tylnym, węższa sień prowadziła na podwórze a z boku znajdował się handlowy kantor. Pomiędzy sienią frontową a kantorem znajdowały się schody na wyższą kondygnację. Pod koniec XV wieku kamienica należała do karczmarza Andreasa Böhme
W pierwszej połowie XVI wieku kamienica miała już trzy kondygnacje i dwukondygnacyjny szczyt. Do budynku prowadziły dwa wejścia od strony frontowej. W trzeciej dekadzie XVIII wieku (od 1726 roku) właścicielką kamienicy była Anna Rosina Rudolphin, która przebudowała kamienicę nadając jej barokową fasadę o czterech osiach okiennych i trzykondygnacyjny szczyt zakończony rozerwanym naczółkiem z ustawiona pośrodku wazą. W późniejszym okresie naczółek został usunięty, a w jego miejsce wykonano prosty gzyms. W 1874 roku budynek ponownie poddano gruntownej przebudowie; kamienica została podniesiona do pięciu kondygnacji i zamknięta płaskim dachem. Ówczesnym właścicielem kamienicy był H. Neddermann. 
Na przełomie XIX i XX wieku w kamienicy "Pod Złotym Pokojem" znajdowała się winiarnia Paul Wuitek. W latach trzydziestych XX wieku w kamienicy funkcjonowała restauracja "Stahlhelmheims".   

## Po 1945 roku
W wyniku działań wojennych kamienica uległa całkowitemu zniszczeniu. Została odbudowana w 1955 roku według projektu Jacka Cydzika nawiązującego do dawnego barokowego kształtu budynku, ale nie odtworzono szczegółów architektonicznych oraz pierwotnego wyglądu zwieńczenia szczytu. W kolejnych latach wejście do kamienicy w zewnętrznej osi wschodniej zlikwidowano, wstawiając w jego miejsce otwór okienny z kamienną opaską (wejście do pomieszczeń parterowych umieszczono od strony kamienicy nr 56)
Obecna kamienica to czterokondygnacyjny budynek z dwukondygnacyjnym szczytem ozdobionym spływami wolutowymi, dwutraktowa, z czteroosiową fasadą ujętą pilastrami wielkiego porządku. W latach 2008–2010 w prawej osi ponownie wybito wejście do pomieszczeń parterowych.